# Lasioglossum bremerense
Lasioglossum bremerense är en biart som först beskrevs av Rayment 1931.  Lasioglossum bremerense ingår i släktet smalbin, och familjen vägbin. Inga underarter finns listade i Catalogue of Life.

## Bildgalleri

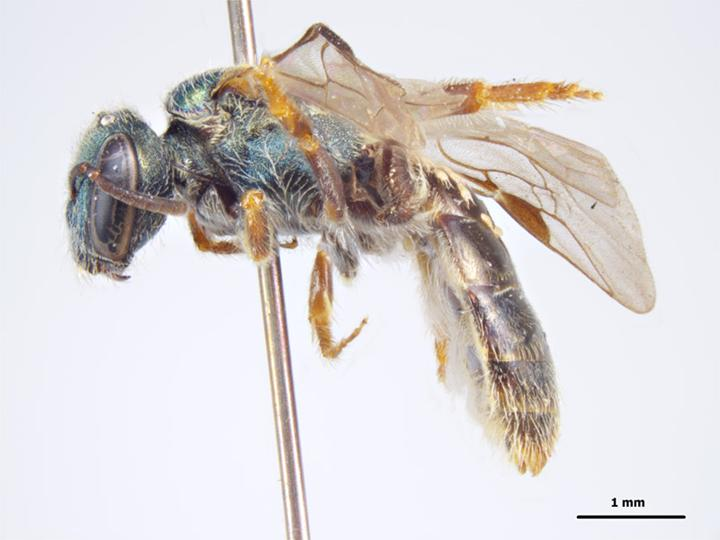
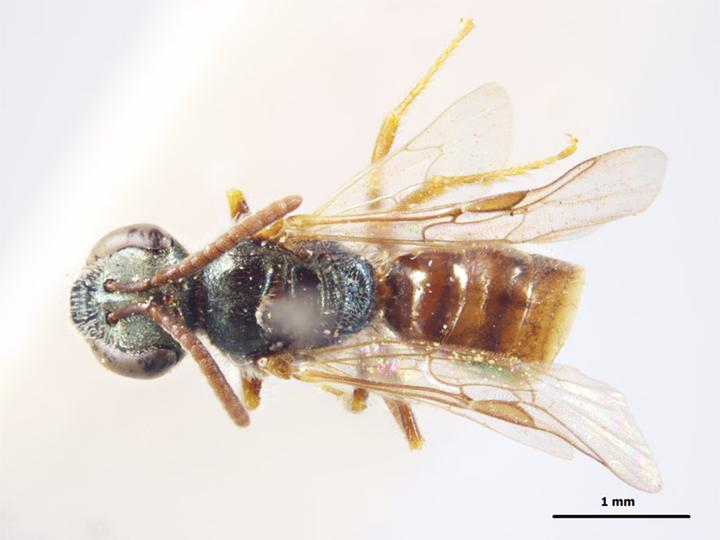